# Deposizione (Stella, Armeno)
La Deposizione conosciuto anche come la Compianto sul Cristo morto è un dipinto olio su tavola centinata di Fermo Stella eseguito nel 1548 e ospitato nella chiesa di Maria Vergine Assunta di Armeno in provincia di Novara.

## Storia e descrizione
(Cartiglio ai piedi di Cristo)
Il dipinto conserva ai piedi di Cristo un cartiglio riportante la datazione e la firma dell'artista caravaggino. L'opera presentava un annerimento di alcune parti come indicato dallo storico Antonio Rusconi: “al fuoco delle candele, alle gocce di calce e al nitro dell'umidità del luogo”. Fu quindi oggetto di un lavoro di pulitura nel 1969 in occasione di lavori di manutenzione della chiesa stessa, venendo quindi rimosso dall'altare originale e posto nella parete vicina a destra del presbiterio, con la sola cornice lignea nera e oro, dalla fattura molto semplice.
Stella dipinge la tavola nella classica iconografia facendo ruotare intorno alla figura di Cristo morto e disteso su di un lenzuolo, i diversi personaggi presenti ai piedi della croce: Giovanni evangelsita, Giuseppe d'Arimatea, santa Maria Maddalena e la Madonna.
Nel cartiglio posto ai piedi del Cristo, l'artista si rivolge al passante che si ferma a pregare nell'antica chiesa, e lui vorrebbe con il suo lavoro commuovere chiedendosi se il suo dolore è ricambiato, riproponendo quanto aveva vissuto durante i suoi lavori al Sacro Monte di Varallo.
L'artista ripropone uno schema che aveva già utilizzato nella Deposizione nella santuario Mariano di Madonna del Sasso, precedente di alcuni anni, e successivamente nel medesimo soggetto di Centonara frazione di Madonna del Sasso, chiesa di Santa Maria Maddalena. L'artista riprende lo schema iconografico tradizionale con Cristo disteso sostenuto dalla Madre disposto centralmente e intorno i personaggi che erano presenti alla deposizione: Giovanni evangelista, Giuseppe d'Arimatea, dipinti con un abbigliamento molto ricco, cinquecentesco, e le pie donne con Maria Maddalena, che si asciugano il volto dalle lacrime, e la Madonna dei dolori raffigurata con un coltello nel mantello. Inoltre presenta un ulteriore personaggio molto giovane nella parte destra, dietro alle pie donne. Questo regge una scala e tiene una borsa contenente chiodi e gli strumenti del supplizio. Lo Stella doveva dare maggiore immediatezza al racconto della deposizione cercando di rendere partecipe all'evento l'osservatore. Il dipinto si presenta piuttosto rigido nella raffigurazione della Madonna ma molto aperto nel dipinge l'ambiente in cui si sviluppa la scena, vi è infatti un paesaggio molto articolato con rocce variopinte dove è presente una chiesa e con il monte Calvario, dove sono ancora presenti le tre croci con personaggi che svolgono mansioni, sul lato destro, presentando una sua libera interpretazione molto moderna per il periodo, anche se l'artista si avvicina ancora ai lavori di Bernardino Luini e del Leonardo, ancora lontano dalle novità bergamasche del Cinquecento.  Il critico Renato Verdina scrisse: «toni da sacra rappresentazione, disgiunti (però) da un sofferto realismo».